# Torre dei Capocci
Die Torre dei Capocci ist ein Geschlechterturm in der italienischen Hauptstadt Rom.

## Lage
Der Turm befindet sich auf der Piazza di San Martino ai Monti auf dem Oppio-Hügel, der Teil des Esquilins, einem der sieben Hügel Roms, ist. Auf dem Platz befindet sich mit der Torre dei Graziani ein weiterer, kleinerer Geschlechterturm, dessen Erbauung ebenfalls auf das 12./13. Jahrhundert datiert wird.

## Geschichte
Der Turm wurde im 12./13. Jahrhundert als Wohn- und Verteidigungsbauwerk der einflussreichen Capocci-Familie errichtet. Er beherbergt seit dem Mittelalter eine Münzprägestätte und wurde im 19. Jahrhundert renoviert. Der Turm ist bis heute bewohnt und dient dem renommierten Kunsthandwerker Luca Giampaoli als Werkstatt. Der Turm nimmt auf Grund der Zerstörung vieler Geschlechtertürme im 13. Jahrhundert eine Sonderstellung als einer der wenigen erhaltenen Geschlechtertürme ein.